# بيير؛ أو، الغموض
بيير؛ أو، الغموض (بالإنجليزية Pierre; or, The Ambiguities) هو سابع كتاب للكاتب الأميركي هيرمان ميلفيل، نُشر للمرة الأولى في نيويورك عام 1852م. تتنامى في الرواية، التي تستخدم العديد من أعراف الخيال القوطي، التوترات النفسية، والجنسية، والعائلية بين بيير غليندينينغ؛ ووالدته الأرملة؛ وابن عمه غليندينينغ ستانلي؛ وخطيبته لوسي تارتان؛ وإيزابيل بانفورد، التي يتكشّف لاحقًا أنها أخته غير الشقيقة. وفقًا للباحث هنري إيه. موراي، كانت غاية ميلفيل من كتابة بيير هي «كتابة سيرته الذاتية الروحية في هيئة رواية» بدلًا عن التجريب وإعمال بعض الخبرة الشخصية عرضيًا في الرواية.
بنشرها بعد موبي ديك التي لاقت رد فعل فاتر، كانت بيير كارثة نقدية ومالية. شجب المراجعون حول العالم أخلاقياتها وأسلوبها. أبدى نقاد أكثر حداثة تعاطفًا ناحية الكتاب، ورأوه «رواية نفسية – دراسة للحالات المزاجية، والعمليات الفكرية، ومفاهيم البطل».

## الحبكة
بيير غليندينينغ الابن هو الوريث ذو التسعة عشر عامًا لضيعتهم الإقطاعية في حقول سادل في ريف نيويورك. بيير مخطوب للشقراء لوسي تارتان في قران أعدته والدته المهيمنة، التي تدير أمور الضيعة بعد وفاة والده، بيير الأب. عندما يقابل إيزابيل بانفورد المُبهمة والغامضة، تُخبره بزعمها أنها أخته غير الشقيقة، الطفلة اليتيمة غير الشرعية لوالده، ولاجئة أوروبية. يستجيب بيير لقصتها ولانجذابه المفتتن بها برسم مخطط استثنائي هدفه الحفاظ على اسم والده، وتجنيب أمه الحزن، ومنَح إيزابيل حصتها الصحيحة من الضيعة.
يُعلن زواجه لأمه؛ فترميه خارج المنزل دون إبطاء. يرحل هو وإيزابيل بعدها إلى مدينة نيويورك، مصحوبًا بشابة ذميمة اسمها ديلي أُلفَر. أثناء رحلتهما في الحنطور، يجد بيير مِزقة من أطروحة حول «علوم قياس الوقت والبنكامات» تتكلم عن الفرق بين الفضيلة المطلقة والنسبية كتبه بلوتينوس بلينليمون. يعتمد بيير في المدينة على حسن ضيافة صديقه وابن عمه غليندينينغ ستانلي، لكنه يتفاجئ برفض ابن عمه التعرف عليه. يجد الثلاثي (بيير، وإيزابيل، وديلي) غرفًا في كنيسة سابقة حُولت إلى شقق، كنيسة الحواريين، التي أصبح يسكنها فنانون مُعدمون، وكُتّاب، وروحانيون، وفلاسفة، من بينهم بلينليمون الغامض. يحاول بيير كسب المال عن طريق كتابة كتاب، يحثه نجاحه بصفة كاتب في شبابه.
يعرف أن والدته قد توفيت وتركت ضيعة حقول سادل لغلين ستانلي، الذي أصبح مخطوبًا لماري لوسي تارتان وسيتزوج بها. مع ذلك، تظهر لوسي فجأة في كنيسة الحواريين، عازمةً على مشاركة بيير الحياة والحصة، بغض النظر عن زواجه الظاهري من إيزابيل. يعيش بيير والنسوة الثلاث هناك بأقصى ما يستطيعونه، بينما ينفد قليل ما يمتلكونه من المال. لا يسير مشروع كتابة بيير على ما يرام، إذ أنه أصبح مبغضًا للبشر نتيجة تجاربه الخاصة، وأفصح عن حقائق قاتمة لا يمكن أن يألَفها السوق الذي يطلب الأدب الخفيف والبسيط. أثناء عجزه عن الكتابة، تراوده في إغفاءته رؤية عن العملاق الصخري إنكلادوس المربوط بالأرض واعتدائه على جبل العمالقة السماوي. مُحاطًا بالديون، وبالخوف من تهديدات غلين ستانلي وأخو لوسي، ورفض من تعاقد معهم من الناشرين لكتابه، ومخاوفه من شغفه المحرم بأخته إيزابيل، وأخيرًا بشكه في حقيقة قصة إيزابيل، يُطلق بيير النار على غلين في ساعة الذروة في برودواي، ويُساق إلى سجن في ذا تومس (القبور). إيزابيل ولوسي تزورانه، وتموت لوسي إثر صدمتها عندما تخاطبه إيزابيل بيير بصفة أخيها. يستحوذ بيير بعدها على دورق السم السري الذي تحمله إيزابيل ويشربه، وتُنهي إيزابيل ما تبقى منه، وتنتهي الرواية بثلاث جثث متكومة.